# 貪內助
貪內助是一個在2000年代興起的新名詞，用來指政府官員涉嫌收受賄賂的妻子，與傳統對別人太太的稱呼「賢內助」相對應。

## 著名的「貪內助」
- 吳淑珍
- 林幼芳
- 王学英
- 钟书娟
- 赵幼娟

- 中国“贪内助”众生相素描：巧取豪夺有七种类型